# Ponholz (Maxhütte-Haidhof)
Ponholz ist ein Gemeindeteil der Stadt Maxhütte-Haidhof im Oberpfälzer Landkreis Schwandorf. Das Dorf Ponholz war bis 1978 Sitz der gleichnamigen Gemeinde, die damals zum Landkreis Regensburg gehörte.

## Geschichte
Ponholz wird bereits im Herzogsurbar von 1240 als panholtz erwähnt. Die Gemeinde Ponholz entstand mit dem bayerischen Gemeindeedikt von 1818 und umfasste die Orte Ponholz, Brücklhof, Engelbrunn, Hagenau, Medersbach und Schwarzhof. Am 1. Mai 1978 wurde die bisher selbständige Gemeinde Ponholz (Landkreis Regensburg) aufgelöst und ihr Hauptteil in die Stadt Maxhütte-Haidhof im Landkreis Schwandorf eingegliedert. Hagenau und Medersbach kamen zu Regenstauf.
Der Gemeindeteil Engelbrunn der Gemeinde Ponholz war bereits zum 1. Juli 1972 nach Maxhütte-Haidhof eingemeindet worden.
Schon vor 1978 besaß die Stadt Maxhütte-Haidhof einen Ortsteil mit dem Namen Ponholz, der aber in keiner Verbindung zur damals noch eigenständigen Gemeinde Ponholz stand.